# بوکیستوون (مریلند)
بوکیستوون (به انگلیسی: Buckeystown) شهری در ایالت مریلند کشور ایالات متحده آمریکا است که جمعیت آن در سرشماری سال ۲۰۱۰ میلادی، ۱٬۰۱۹ نفر بوده‌است.